# Кандиба Андрій Данилович
Кандиба Андрій Данилович (*близько 1747, Конотоп — †після 1809) — ніжинський полковий хорунжий, маршалок Конотопського повіту. Брав участь в придушенні повстання Омеляна Пугачова.

## Біографія
Представник старшинського роду, який походив з Корсунщини. Прадід Федір Кандиба був за гетьманування П. Дорошенка корсунським полковником (1669–1672, 1675). На запрошення гетьмана І. Самойловича осів у Конотопській сотні Ніжинського полку і дослужився до полкового обозного, діставши за службу села Кандибівка і Курилівка на території полку. Дід Андрій Кандиба, Конотопський сотник, корсунський полковник, другий генеральний суддя, був одним із найзаможніших людей Гетьманщини. Його син Данило Кандиба, батько Андрія, став єдиним спадкоємцем маєтностей Кандиб (1779 за ним нараховувалось 400 душ). Розпочав службу в званні бунчукового товариша. 1744 супроводжував імператрицюцю Єлизавету Петрівну по Гетьманщині. 1750 взяв участь у виборах гетьмана К. Розумовського. 1755 збудував у містечку Конотоп церкву Святої Варвари.
1760–1761 навчався у Московському університеті, але повернувся додому і 1763/1764 навчальному році вчився у класі піїтики Києво-Могилянської академії. Імовірно, закінчив повний академічний курс.
З 3 жовтня 1772 служив військовим товаришем. З листопада 1772 до травня 1773 командував невеликим загоном козаків Ніжинського полку. 1774 — комісар при 1000-й команді козаків, направленій до Казанської і Оренбурзької губернії для придушення повстання Омеляна Пугачова.
9 травня 1774 отримав паспорт на проїзд із Казані до Глухова, де служив канцеляристом Генерального суду. З 10 серпня 1781 — ніжинський полковий хорунжий.
З ліквідацією Гетьманщини продовжував службу в нових адміністративних структурах. 1782–1783 — засідатель Конотопського повітового суду, колезький асесор (1786–1797), надвірний радник (1798–1804), колезький радник (1807). 1787–1796 і 1803–1809 обіймав посаду маршалка Конотопського повіту. Нагороджений орденом св. Володимира IV ст.
Жив постійно в Конотопі (1783, 1804). Був досить багатим, 1783 разом із братом Петром Кандибою мав у містечку Конотоп, селах Курилівка, Старе, Кандибівка і хуторах Конотопського повіту Новгород-Сіверського намісництва 1687 душ посполитих, у хуторах Кролевецького повіту того самого намісництва — 44 душі.
Першою дружиною була Васса Пироцька, дочка Івана Пироцького, бунчукового товариша (1736–1757), і Марії Мануйлович, дочки Івана Мануйловича, одного з трьох правителів Генеральної військової канцелярії. Кандиба мав трьох синів і вісьмох дочок. З 1803 другою дружиною була Парасковія Лук'янович, дочка С. Я. Лук'яновича, лубенського полкового хорунжого. Нащадки Кандиб в XIX — на початку XX століття також обіймали виборні посади в Конотопському повіті (маршалки, хорунжі, депутати від шляхетства), служили в місцевих адміністративних установах, судах, були поміщиками Конотопського повіту Чернігівської губернії.